# Reduced Instruction Set Computing
A RISC angol rövidítés (reduced instruction set computing, redukált utasításkészletű számítástechnika, vagy konkrét gépre alkalmazva 
reduced instruction set computer, „csökkentett utasításkészletű számítógép”) egy, a számítógépek processzorának tervezésénél alkalmazott tervezési stratégia.

## Bővebben
A legelső processzorok egészen az 1960-as évek végéig viszonylag egyszerű utasításkészlettel rendelkeztek. A mikroprocesszorok fejlődésével azonban egyre bonyolultabb, egyre több utasítással és címzési móddal rendelkező implementációk jelentek meg.
Az 1980-as évek elején az IBM egyik korábbi kutatási projektje, a 801-es tervezet nyomán új koncepció jelent meg a processzortervezők kollektív tudatában, melynek előfutárának a University of Berkeley-n fejlesztett RISC I, majd a RISC II processzorok tekinthetőek. A koncepció egyszerű:
A bonyolult, lassú utasítások mellőzése és a címzési módok egyszerűsítése miatt a korábbinál jóval egyszerűbb felépítésű (vagyis könnyebben verifikálható) chipeket tudtak tervezni.
A RISC architektúrának több jellemzője lehet:
- load/store architektúra: memóriaelérés csak load (betöltés) és store (tárolás) műveletek segítségével, melyek a memória és a regiszterek között mozgatják az adatokat; nincs memóriából memóriába történő közvetlen adatátvitel;
  - nincs olyan utasítás, ami a memóriaelérést (load/store) az aritmetikával kombinálja[1]
  - minden műveletvégző utasítás regisztereket használ
- kis számú, egyszerűsített címzési mód (példák: 1: MIPS R2000, 2: SPARC, 3: MC88000, 4: IBM POWER, de 10: HP PA)[1]
  - egyetlen RISC processzor sem használ indirekt címzést[1]
- az utasítások „huzalozott” megvalósítása (nem mikrokóddal, hanem hardveresen kerülnek megvalósításra)
- minden utasítás ugyanolyan hosszúságú
- az utasításokat lehetőleg 1 órajelciklus alatt hajtsa végre
- utasítás-futószalagos végrehajtás (pipeline használat)
- nagyszámú általános célú regiszter

Az egyszerűbb kialakítás miatt több hely áll rendelkezésre az áramköri lapkán, amit a RISC processzorok tervezésekor gyakran regisztertárak, gyorsítótárak elhelyezésére használnak fel.
Érdemes megjegyezni, hogy manapság gyakori, hogy CISC utasításkészletű processzorok valójában egy RISC elvekre épülő magot használnak, valamint a RISC processzorok is gyakran rendelkeznek olyan jellemzőkkel, melyet amúgy a CISC világhoz sorolunk. A RISC elvet a mikrokontrollerek tervezésénél is kihasználják.

## RISC architektúrájú processzorcsaládok
- IBM 801 – az első RISC architektúra
- Berkeley RISC – a RISC koncepció névadója, 1980–1984
- MIPS Technologies: Stanford MIPS, MIPS, MIPS-X
- POWER / PowerPC
- DEC Prism – az Alpha elődje, 1988-ban megszűnt
- DEC Alpha – 2004 után megszűnt
- AMD Am29000 – 1995 végén fejlesztését beszüntették
- ARC – Argonaut RISC Core (1996-tól), 2010-től a Synopsys által forgalmazott IP magok
- ARM
- Atmel AVR
- Blackfin
- Intel i860 – gyártása az 1990-es évek közepén megszűnt
- Intel i960 – beágyazott és katonai rendszerekben használják jelenleg is
- Intel IA-64
- HP PA-RISC
- Motorola 88000 – hivatalosan 1998 januárjában megszűnt[2]
- SuperH
- SPARC / UltraSPARC
- OpenRISC
- PIC – Harvard architektúrájú mikrovezérlő család
- RISC-V – 32, 64, 128 bites architektúra, 2010 óta